# Massacre de Al-Khisas
O massacre de al-Khisas foi um ataque à aldeia palestina de al-Khisas realizado pela milícia judaica Palmach em 18 de dezembro de 1947, durante a guerra da Palestina. De 10 a 15 moradores palestinos foram mortos no ataque, incluindo 5 crianças.

## Contexto
O ataque ocorreu durante a fase de guerra civil da Guerra da Palestina de 1948, e foi uma represália pelo assassinato de um judeu perto de Al-Khisas. Os comandantes locais do Palmach decidiram lançar um ataque de retaliação à aldeia, argumentando que "se não houvesse reação ao assassinato, os árabes interpretariam isso como um sinal de fraqueza e um convite a novos ataques". O Alto Comando doHaganá aprovou o ataque sob a condição de que ele atingisse apenas "homens e que [apenas] algumas casas fossem queimadas".

## O ataque
De acordo com Haim Levenberg:
Uma unidade atacou com granadas de mão uma casa de quatro cômodos, matando dois homens e cinco crianças e ferindo outros cinco homens. Ao mesmo tempo, outra unidade atacou uma casa de propriedade de Amir Al-Fa'ur, da Síria, na qual um sírio e dois camponeses libaneses foram mortos e outro libanês e dois homens locais ficaram feridos. De acordo com o QG das tropas britânicas na Palestina, os aldeões não usaram nenhuma arma de fogo para se defender.
10 a 15 aldeões palestinos foram mortos no ataque, 5 deles crianças.

## Consequências e reações
Após o ataque, muitos moradores de al-Khisas fugiram de suas casas, juntando-se a milhares de palestinos de outras regiões que fugiram nesse mesmo período.
Os acontecimentos levaram a uma escalada de violência que se espalhou rapidamente pela região da Alta Galileia, que tinha estado em relativa calma antes do massacre.
A liderança judaica da época criticou duramente o ataque. Três semanas depois, forças árabes cruzaram a fronteira síria e realizaram um ataque de retaliação ao kibutz Kfar Szold, mas sofreram pesadas perdas e foram repelidas.

Em 1 de janeiro de 1948, David Ben-Gurion escreveu em seu diário sobre o ataque:
"A questão não é se há necessidade de retaliação... Precisamos de uma retaliação forte e dura... Quando a família é conhecida, devemos ser implacáveis ao agredi-la; incluindo mulheres e crianças, ou nossa retaliação não será eficaz. Não há necessidade de diferenciar... entre culpados e inocentes."
Durante a operação, uma mulher do batalhão do Palmach recusou-se a atirar uma granada em uma sala onde podia ouvir uma criança chorando; após o acontecimento, o comandante do batalhão, Moshe Kelman, usou o ocorrido para argumentar que as mulheres não deveriam ser usadas em tarefas de linha da frente, mas sim como "cozinheiras e auxiliares de serviço".
Na noite de 5 de junho de 1949, os palestinos que restavam em al-Khisas foram expulsos à força como parte das expulsões palestinas de 1949-1956. Algum tempo depois a aldeia foi destruída.